# Bdín
Bdín es una localidad del distrito de Rakovník en la región de Bohemia Central, República Checa, con una población estimada a principio del año 2018 de 67 habitantes. 
Se encuentra ubicada al noroeste de la región y de Praga, cerca del río Elba y de la frontera con las regiones de Pilsen y Ústí nad Labem.